# Luigi Federico Menabrea

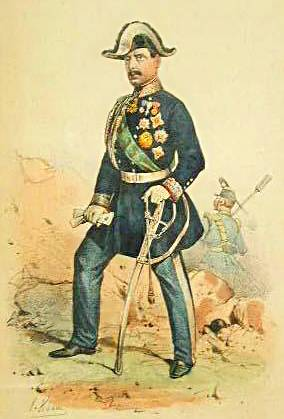
Litografia d'aproximadament 1861 en uniforme militar.

Luigi Federico Menabrea   (Chambèri, 4 de setembre de 1809 - Saint-Cassin, 24 de maig de 1896) fou un estadista, militar i científic italià que va ser el setè Primer Ministre del Regne d'Itàlia.

## Biografia
Menabrea va néixer a Chambèry (Savoia), aleshores part del Regne de Sardenya-Piemont. Va estudiar enginyeria i arquitectura a la universitat de Torí, on va tenir de professor Giorgio Bidone. Fa la seva formació militar al fort de Bard i els anys següents viatja a París (1840), Magúncia (1851), Anglaterra (1851) i Bèlgica (1854), per estudiar les fortificacions militars. Mentre és a Itàlia fa projectes per la defensa d'Alessandria i projecta unes cavallerisses militars i un hospital a Torí.
El 1852, amb el grau de coronel, és membre del Consell d'Artilleria del regne. El 1859, amb el grau de general, projecta la defensa de Torí. El 1860, amb el grau de tinent general, esdevé comandant superior d'artilleria i professor a la universitat de Torí.
A partir de 1864, com a membre de la Comissió General per la Defensa de l'Estat, porta a terme una classificació general de les fortificacions italianes i n'estableix el seu desenvolupament. De 1867 a 1869, és primer ministre del regne, ministre d'afers estrangers i ajudant de camp de sa majestat. Com a cap del govern, va dirigir un període d'estabilització després de la guerra de la independència italiana, concentrant-se en la restauració dels comptes públics, tot i que també va tenir iniciatives innovadores com la creació d'Escoles Normals per a la formació del professorat.

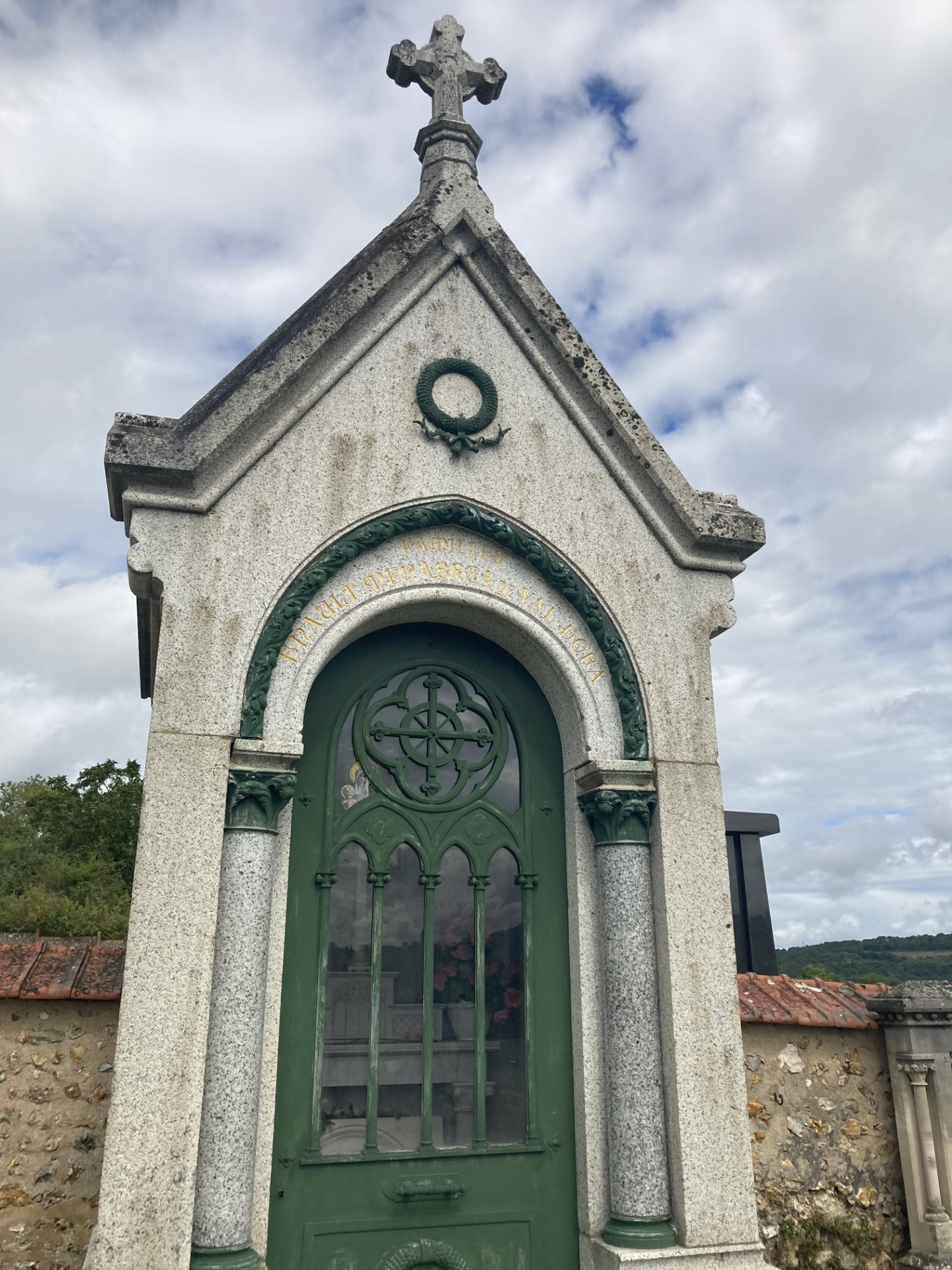
Capella sepulcral dels Menabrea de Val-Dora a Saint-Julien-du-Sault.

En dimitir de primer ministres en perdre la majoria parlamentària, el seu successor, Giovanni Lanza, el va enviar d'ambaixador a Londres. El 1875 va ser nomenat comte de Valdora i el 1888 va passar a ser ambaixador a París. El 1892 es va retirar de la vida pública i se'n va anar a viure a la seva terra natal, Chambèry, on va morir uns anys més tard.
Abans de morir, va escriure unes memòries, en part en francès i en part en italià, que no van ser editades fins al 1971.
La seva obra científica es va desenvolupar en el càlcul de pressions i tensions dels sistemes elàstics, àmbit en què existeix un contestat teorema que porta el seu nom. Aquests temes tenen un aplicació directa en el càlcul d'estructures.
Però, potser, la seva obra més coneguda, i que passa per ser el primer article científic de la història de la informàtica, és un llarg article en francès titulat Notions sur la machine analytique de M. Charles Babbage (1842), que va ser traduït a l'anglès per Ada Lovelace, ampliant-lo considerablement: Sketch of the analytical engine invented by Charles Babbage, Esq.

## Obres publicades
A més dels discursos polítics i redaccions de lleis, Menabrea és autor d'uns quants llibres, la majoria de ells de matemàtiques, tot i que també hi ha alguna biografia i alguna crònica històrica de les guerres en que va participar. Els seus llibres més notables son els següents: 
- 1842 Notions sur la machine analytique de M. Charles Babbage
- 1844 Mémoire sur les quadratures
- 1840 Calcul de la densité de la terre suivi d'un mémoire sur un cas spécial du mouvement d'un pendule
- 1844 Études sur la série de Lagrange
- 1854 Études sur la théorie des vibrations
- 1855 Lois générales de divers ordres de phénoménes dont l'analyse dépend d'équations linéaires aux différences partielles
- 1858 Note sur les effets du chock de l'eau dans les conduites
- 1864 Assedio di Gaeta
- 1866 Le Génie Italien dans la Campagne d'Ancone et de la Basse-Italie
- 1867 Luigi Lagrange
- 1868 Étude de statique physique
- 1870 Sul Principio di Elasticità - Dilucidazioni
- 1875 Sulla determinazione delle tensioni e delle pressioni ne' sistemi elastici